# Улица Шнеерсона
У́лица Шнеерсо́на (укр. Вулиця Шнеєрсона) — улица в исторической части города Николаева.

## Местоположение

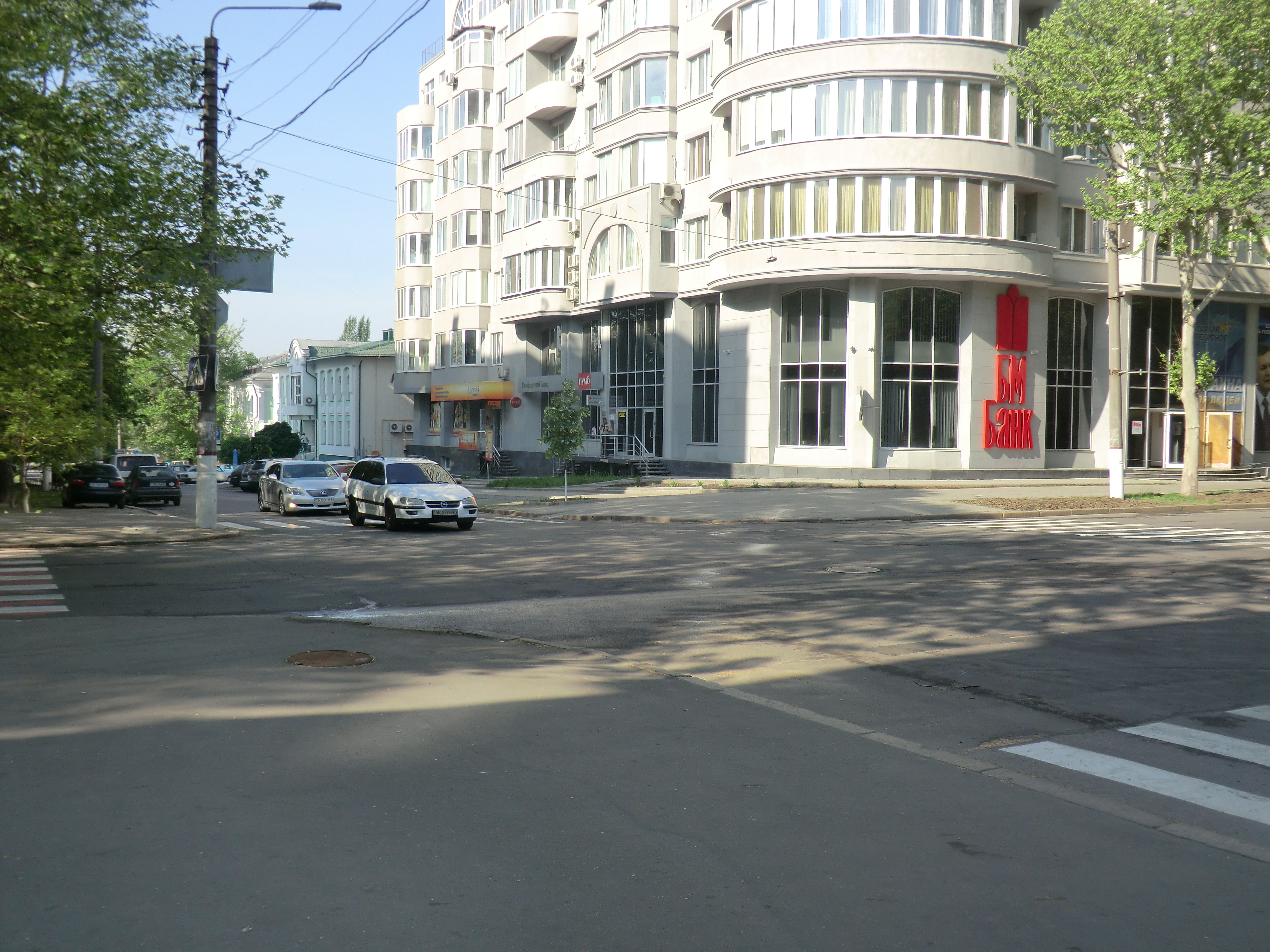
Перекрёсток с Адмиральской улицей

Улица Шнеерсона — поперечная улица в Городовой части старого Николаева. С севера она ограничена Набережной улицей, а с юга — Центральным проспектом. Имеет пересечения с такими улицами (с севера на юг):
- Набережная улица,
- Адмиральская улица,
- Никольская улица,
- Спасская улица,
- Большая Морская улица,
- Потёмкинская улица,
- улица Шевченко,
- Центральный проспект.

## История
Название "Черниговская улица" дано в 1835 г. полицмейстером Г. Г. Автономовым и связано с тем, что улица ориентирована по меридиану на Чернигов. С основания города была заселена торговцами-греками. Со времени основания Николаева (1789 г.) в городе проживало много греков, и князь Григорий Потемкин охотно привлекал переселенцев к строительству города и флота. Специально для них были построены самые большие торговые ряды. Жили они обособленно, заселив всю Черниговскую улицу. В 1804 г. вышел царский указ, запрещавший иностранцам проживать в Николаеве, а иностранным судам заходить в Николаевский порт. Внешняя коммерческая торговля стала затухать, и греки перебрались в Одессу. Их место во внутренней торговле, снабжении флота и подрядном судостроении заняли еврейские купцы. Община постепенно добилась господства в городской торговле, и члены её в основном селились в центре города на Черниговской улице, где были со временем построены первые синагоги, открыты молитвенные дома и хедеры - народные школы. В 1819 г. на улице в присутствии губернатора Николаева А. С. Грейга была заложена главная синагога города (она стала называться Старой). Её достроили и освятили в 1822 г. Постройка осуществлялась на средства религиозной еврейской общины. В конце XIX века в Николаеве функционировали две синагоги, а также 14 молитвенных домов. Улицу заселили торговцы-евреи.
12 апреля 1926 г. комиссия по организации чествования 10-й годовщины смерти известного еврейского писателя, основоположника литературы на языке идиш Соломона Наумовича Рабиновича (псевдоним Шолом Алейхем - «мир вам»), произведения которого были переведены и на русский язык, постановила улицу Черниговскую переименовать в улицу Шолом-Алейхема. С 1930 г. она и стала так именоваться.
В 1928 г. старейшую синагогу города закрыли. Газета «Красный Николаев» от 14 апреля 1929 г. писала: «Огни культурной революции затмят тусклый пасхальный свет синагоги. Следует наконец освободиться от религиозной слякоти». В здании открыли клуб безбожников, затем - Дом пионеров, после войны - клуб медработников. Это здание ни разу не было разрушено.
Рядом со старой синагогой был построен и в 1889 г. открыт молитвенный дом «Портных» (синагога сапожников). Здание после Великой Отечественной войны занимал учебный комбинат подготовки счетоводов из числа инвалидов-фронтовиков. Здесь работал и Г. С. Вольгерштейн - большой энтузиаст учета и контроля. Потом здесь размещался обком профсоюзов, а с 1967 г. - снова учкомбинат, продолжая готовить бухгалтеров и операторов счетных машин. Распоряжением № 714 от 18 декабря 1989 г. так называемый Еврейский квартал по улице К. Либкнехта, между Спасской и Большой Морской № 13, 13А и 15, был в 1991 году передан еврейской религиозной общине. Зданию Старой синагоги присвоили статус архитектурного памятника. И освобожденные два здания в самом центре города так и стоят до сих пор пустующими, постепенно разрушаясь.
На углу Б.Морской и К. Либкнехта, рядом, - еще один молитвенный дом, построенный в 1877 г. После его закрытия в 20-х годах XX века, там находился музей природы. Сейчас это центральная николаевская синагога. Недавно во дворе синагоги построили микву - ритуальный бассейн. В доме под номером 14 проживала семья Фрейденбергов, близкие родственники Соломона Виттенберга, друга матроса Ивана Логовенко. В августе 1879 г. за подготовку покушения на Александра II они были арестованы и повешены в Николаеве. На Рабочей Слободке есть в один квартал улица Логовенко.
В 1937 г. улица снова стала Черниговской. Это было вызвано волной «борьбы с космополитизмом в литературе и искусстве» и курсом жесткого ограничения иудаизма.
В 1946 г. Черниговскую переименовали в улицу Карла Либкнехта (1871-1919) - сына немецкого социалиста Вильгельма Либкнехта, друга Маркса и Энгельса.
25 февраля 2016 года, с выходом решения  «О переименовании объектов городской топонимики Николаева», улица Карла Либкнехта была переименована в улицу Шнеерсона. Названа так в память раввина Менахема-Менделя Шнеерсона – седьмого руководителя Любавичских хасидов (ребе ХАБАДа), который родился в городе Николаеве в 1902 году.